# Mons Vitruvius
Mons Vitruvius är ett berg på nordöstra delen av den sida av månen som är vänd mot jorden. Den har fått sitt namn efter kratern Vitruvius, som fick sitt namn efter den romerske arkitekten Marcus Vitruvius Pollio, som också skrev om astronomi.
Mons Vitruvius har en bas med en diameter på 15 kilometer. Det ligger strax norr om kratern Vitruvius och öster om Mons Argaeus i inte långt norr om månhavet Mare Tranquillitatis eller öster om månhavet Mare Serenitatis. Norr om Mons Vitruvius ligger kratern Littrow och öster om det ligger kratern Maraldi med Mons Maraldi vid sin norra sida.
Apollo 17 landade precis nordväst om Mons Vitruvius i Taurus-Littrow-dalen.